# Юстедалсбреэн (национальный парк)

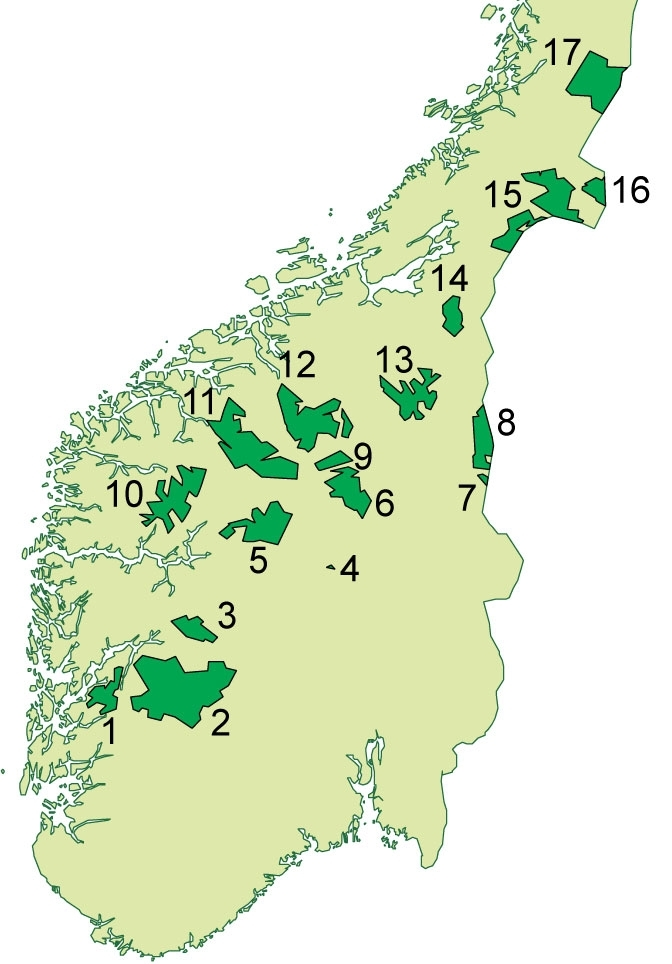
Национальный парк Юстедалсбреэн на данной карте отмечен номером 10

Национа́льный па́рк Ю́стеда́лсбреэн (норв. Jostedalsbreen nasjonalpark) — национальный парк на западе Норвегии. Национальный парк Юстедалсбреэн является популярным среди туристов и альпинистов.
Национальный парк Юстедалсбреэн включает в себя самый большой материковый европейский ледник (норв. Jostedalsbreen), который покрывает территорию в 487 км². Самая высокая точка парка: гора Лодарскапа (норв. Lodalskåpa) 2083 метров высотой.
В последнее время ледник в парке уменьшается в размерах, однако также найдены руины ферм, поглощённых ледником около 1750 года.

## Название
Первая часть Юстедал (норв. Jostedal) происходит от названия бывшей коммуны Юстедал, которая в 1963 году была объединена с коммуной Люстер. Вторая часть представляет собой единственное число слова (норв. bre), означающего ледник.

## Музеи
На территории парка расположены 3 музея:
1. Норвежский ледниковый центр (норв. Breheimsenteret) в долине Юсте (норв. Jostedal) в коммуне Люстер.
2. Центр в национальном парке Юстедалсбреэна (норв. Jostedalsbreen Nasjonalparksenter) в коммуне Стрин (норв. Stryn).[1]
3. Норвежский музей ледников (норв. Norsk Bremuseum) около деревни Фьёрланд (норв. Fjærland).

|  |  |  |